# Tratado de Oregón
El Tratado de Oregón de 1846 fue un tratado firmado el 15 de junio de 1846 en Washington D. C., que tiene el nombre oficial de "Tratado entre Su Majestad y los Estados Unidos de América, para el Acuerdo de la Frontera de Oregon" o "Tratado con la Gran Bretaña con respecto a los límites occidentales de las Montañas Rocosas" y estableció la frontera entre las secciones británica y estadounidense del "Territorio de Oregón". Este había sido conjuntamente ocupado por los británicos y estadounidenses desde la convención anglo-estadounidense de 1818 cuando fue acordado un dominio común de la región. El presidente estadounidense James K. Polk implantó en las elecciones federales de 1844 el lema "Fifty-Four Forty or Fight!" (cincuenta y cuatro cuarenta o lucha); 54°40' refiriéndose a la línea de latitud que debería formar (y debió ser) la frontera norte del estado de Oregón.
El tratado fue negociado por James Buchanan, Secretario de Estado estadounidense, y Richard Pakenham, miembro del consejo real (privy council) de la Reina Victoria y enviado especial de la reina.
El territorio al norte del 49°N quedó británico con el nombre de Columbia Británica, el territorio al sur del mencionado paralelo y hasta el paralelo 42°N quedó estadounidense con el nombre Territorio de Oregón.
Hubo nuevas disputas fronterizas que culminaron en la incruenta guerra del Cerdo, finalizada con un acuerdo en 1871 que otorgaba las islas San Juan a EE. UU..